# Dear Mr. Fantasy
"Dear Mr. Fantasy" es una canción de la banda de rock psicodélico británica Traffic de su álbum de 1967 Mr. Fantasy. Una versión extendida en directo de la canción (10:57) aparece en el álbum Welcome to the Canteen de 1971. La letra fue escrita por Jim Capaldi, mientras que la música fue compuesta por Steve Winwood y Chris Wood.

## Versiones
La canción ha sido tocada por The Grateful Dead, Jimi Hendrix, Big Sugar y Crosby, Stills, Nash and Young.
La canción fue utilizada en la secuencia de apertura de la película del 2019, Avengers: Endgame, y justo después de la misma, continua en donde Tony Stark y Nebula se encuentran en la nave Milano de los Guardianes de la Galaxia, jugando y pasando el rato.

## Créditos
- Jim Capaldi – batería, voz
- Dave Mason – bajo
- Steve Winwood – guitarra, voz
- Chris Wood – órgano, coros
- Jimmy Miller – maracas